# Viikinsaari
Viikinsaari este o insulă nelocuită situată în Finlanda, pe Lacul Pyhäjärvi, în imediata apropiere a localității Tampere.
Insula este împădurită și este declarată arie naturala protejată. În timpul sezonului cald insula este un loc de recreere tradițional pentru locuitorii orașului, acolo existând un debarcader cu 12 locuri, un restaurant cu 280 locuri, o saună, un ring de dans, o capelă și câteva terenuri sportive.
Pe insulă se poate ajunge cu vaporașe care circulă din oră în oră, călătoria durând circa 20 minute.